# Vladko Maček
Vladimir (Vladko) Maček, hrvaški pravnik, publicist in politik, * 1879, † 1964. 
Po očetu je bil slovenskega rodu. Gimnazijo je končal v Zagrebu, kjer je tudi študiral pravo in 1903 diplomiral. Nato je kot pravnik delal v več hrvaških krajih. Med prvo svetovno vojno je služil na fronti v Srbiji in Italiji. 
Po vojni je v Zagrebu odprl odvetniško pisarno. Bil je ustanovni član Hrvaške ljudske kmečke stranke in po Radićevi smrti (1928) vodja Hrvaške kmečke stranke (HSS) ter hkrati sopredsednik oz. predsednik KDK. Bil je večkrat konfiniran in tudi večkrat izvoljen v Narodno skupščino. Leta 1935 in 1938 je bil nosilec volilne liste opozicije. 26. avgusta 1939 je s Cvetkovićem sklenil sporazum o ustanovitvi banovine Hrvaške in postal podpredsednik jugoslovanske vlade. Tudi v Simovićevi vladi je bil imenovan za podpredsednika, a je aprila na svoje mesto v vladi delegiral Juraja Krnjevića. 
Med drugo svetovno vojno je bil v konfinaciji. Zavrnil je možnost razglasitve hrvaške samostojnosti pod nemško zaščito. Misleč, da bo z zmago zavezniških sil HSS prevzela oblast na Hrvaškem, se je zavzemal za politiko čakanja, zavračajoč sodelovanje tako s partizani kot z ustaši. Junija 1945 je emigriral, najprej v Francijo in 1947 v ZDA, kjer je napisal spomine In the struggle for Freedom.